# Happy Valley (Oregon)
Happy Valley és una població dels Estats Units a l'estat d'Oregon. Segons el cens del 2000 tenia 4.519 habitants.

## Demografia
Segons el cens del 2000, Happy Valley tenia 4.519 habitants, 1.431 habitatges, i 1.302 famílies. La densitat de població era de 646,2 habitants per km².
Dels 1.431 habitatges en un 49% hi vivien nens de menys de 18 anys, en un 83,4% hi vivien parelles casades, en un 4,9% dones solteres, i en un 9% no eren unitats familiars. En el 6,3% dels habitatges hi vivien persones soles el 2,2% de les quals corresponia a persones de 65 anys o més que vivien soles. El nombre mitjà de persones vivint en cada habitatge era de 3,16 i el nombre mitjà de persones que vivien en cada família era de 3,28.
Per edats la població es repartia de la següent manera: un 31,4% tenia menys de 18 anys, un 5% entre 18 i 24, un 30,1% entre 25 i 44, un 26,7% de 45 a 60 i un 6,8% 65 anys o més.
L'edat mediana era de 37 anys. Per cada 100 dones de 18 o més anys hi havia 98,2 homes.
La renda mediana per habitatge era de 93.131$ i la renda mediana per família de 95.922$. Els homes tenien una renda mediana de 68.125$ mentre que les dones 43.667$. La renda per capita de la població era de 36.665$. Aproximadament el 0,6% de les famílies i l'1,2% de la població estaven per davall del llindar de pobresa.

## Poblacions més properes
El següent diagrama mostra les poblacions més properes.